# Raffaello Santarelli
Raffaello Santarelli (Fermo, 19 marzo 1883 – Roma, 22 giugno 1939) è stato uno storico e poeta italiano, noto nell'ambiente accademico romano dell'inizio del XX secolo col soprannome di "Ambrosia", fu un membro insigne dell'albo dei Romanisti.
Non raggiunse mai un elevato grado di notorietà anche perché il suo stile poetico non fu mai ben definito; difatti, la sua poetica, quanto a stile e contenuti, mutava con inusitata frequenza. Al riguardo, si ritiene (anche se non vi sono fonti attendibili in merito) che tale fenomeno fu dovuto ai repentini cambiamenti di umore e di stato d'animo che caratterizzarono le diverse fasi della vita del Santarelli. Sua è l'epigrafe ("Fons canit vitae laudem murmure suo") che ancora oggi si può leggere sul basamento della fontana Gaia al giardino del Pincio a Roma.
La città di Roma gli dedicò una strada nelle vicinanze di via Isacco Newton.

## Opere
- Le ispezioni governative alle casse di risparmio ordinarie, Tip. Di Giovanni Balbi, Roma 1904
- Quissatri e Quillatri, analisi sullo stato del dialetto Fermano, Tip. Montanini, Fermo 1906
- Per la redenzione dei fanciulli colpevoli: due discorsi alla Camera dei Deputati, con presentazione di Raffaello Santarelli, Fides Romana, Roma 1928